# Laksmi Pamuntjak
Laksmi Pamuntjak née le 24 décembre 1971 à Jakarta, est une écrivaine indonésienne.

## Biographie
En 2016, elle a remporté le LiBeraturpreis pour la traduction allemande de son premier roman, Amba. En 2018, l'adaptation cinématographique de son deuxième roman, Aruna dan Lidahnya, a remporté deux prix au Festival Film Indonésie. En 2020, son troisième roman, Fall Baby a remporté le Singapore Book Award de la meilleure œuvre littéraire. Elle écrit également beaucoup sur la culture et la politique, notamment pour le Jakarta Post et le magazine indonésien Tempo, ainsi que des publications internationales tels que South China Morning Post et the Guardian. Pamuntjak est allée au lycée au Collège du monde uni d'Asie du Sud-Est à Singapour et s'est inscrite au Collège presbytérien des dames, Perth à Perth en 1989. En 1993, elle a obtenu un baccalauréat en études asiatiques de l'Université Murdoch.
La fille unique de Pamuntjak, Nadia Larasati, est née à Jakarta en 1996.